# Пастелій Іван
Іван Пастелій (27 січня 1741, село Мала Пастіль, (тепер Пастілки Перечинського району Закарпатської області) — 1799, Мукачево) — український педагог, історик, літератор і громадський діяч.

## Життєпис
Освіту здобув в Ужгороді, Будині і Ягру. Був професором Мукачівської богословської школи, священиком, каноніком. Автор кількох історичних праць латинською мовою.
З 1787 року по 1790 рік він був генеральним вікарієм Списького вікаріату з осідком в Кошицях, який входив до складу Мукачівської греко-католицької єпархії, яка тоді займала територію, тепер розділену між чотирма державами Україною, Угорщиною, Словаччиною та Румунією, а тоді була під юрисдикцією Мукачівської греко-католицької єпархії.

## Творчість
З його історичних робіт виявлено «Історію Мукачівської єпархії» (додаток до праці М. Лучкая «Історія карпаторусів») та «Про походження русинів». У цих працях (зокрема другій) велика кількість матеріалу стосується історії закарпатських лемків. З художніх творів відомий сатиричний вірш «Піснь пастиря душевного», написаний народною лемківською говіркою. Тут перші букви кожної із строф складають прізвище автора.
Творчість І. Пастелія позитивно оцінив Іван Франко в праці «Карпаторуське письменство», назвавши Пастелія «чоловіком вільнодумним».